# Lech Chyczewski
Lech Stanisław Chyczewski (ur. 28 stycznia 1945 roku w Bożewie) – lekarz, profesor zwyczajny, patomorfolog. Rektor Wyższej Szkoły Medycznej w Białymstoku od 2017 roku. W latach 2002–2017 rzecznik prasowy Uniwersytety Medycznego w Białymstoku.

## Życiorys
W 1963 roku ukończył Liceum Ogólnokształcące im. Marszałka Stanisława Małachowskiego w Płocku. W latach w 1963-1969 roku studiował na wydziale lekarskim Uniwersytetu Medycznego w Białymstoku, uzyskując dyplom lekarza. 
W latach 1969–2017 związany zawodowo z Uniwersytetem Medycznym w Białymstoku, gdzie prowadził działalność dydaktyczną i naukową. Stopień doktora nauk medycznych uzyskał w 1978 roku. W 1991 roku  uzyskał stopień doktora habilitowanego, a w 1998 roku tytuł profesora nauk medycznych. 
W czasie pracy na Uniwersytecie Medycznym w Białymstoku pełnił funkcje kierownika Zakładu Klinicznej Biologii Molekularnej (2001-2010), kierownika Katedry Biostruktury i Zakładu Patomorfologii Lekarskiej (2010-2015) oraz kierownika Akademickiego Ośrodka Diagnostyki Patomorfologicznej i Genetyczno-Molekularnej przy Fundacji Uniwersytetu Medycznego w  Białymstoku (2015-2017). W latach 2002–2017 rzecznik prasowy Uniwersytetu Medycznego w Białymstoku oraz redaktor naczelny Medyka Białostockiego. Redaktor kilku monografii dotyczących historii Uniwersytetu Medycznego w Białymstoku.
Autor lub współautor ponad 600 prac naukowych, poświęconych głównie problematyce biologii raka płuca. Promotor ponad 30 przewodów doktorskich.  
W latach 2010–2013 przewodniczący Komisji Nauk o Życiu w Komitecie Ewaluacji Jednostek Naukowych. 
W 2017 roku objął funkcję rektora Wyższej Szkoły Medycznej w Białymstoku. 

## Odznaczenia i wyróżnienia
- Krzyż Kawalerski Orderu Odrodzenia Polski (2011)[5]
- Złoty Krzyż Zasługi
- Medal Komisji Edukacji Narodowej
- Srebrny Medal Zasługi dla Polskiego Ruchu Olimpijskiego.

## Działalność społeczna
W 2019 stanął na czele Towarzystwa Budowy Pomnika Marszałka Stanisława Małachowskiego w Płocku. Pomnik, zlokalizowany przed Liceum Ogólnokształcącym im. Marszałka Stanisława Małachowskiego w Płocku, został odsłonięty 24 września 2021 roku. W związku z działalnością na rzecz budowy pomnika został nominowany do tytułu Płocczanina Roku. 

## Życie prywatne
Mąż profesor nauk medycznych Elżbiety Chyczewskiej. Małżeństwo ma dwójkę dzieci. Córka Beata Naumnik jest profesorem nauk medycznych. Syn Michał Chyczewski był wiceministrem Skarbu Państwa w latach 2007-2009 oraz Stałym Przedstawicielem RP przy Światowej Organizacji Handlu w Genewie w latach 2015-2016. 
Pochodzi z rodziny szlacheckiej Chyczewskich h. Chrynicki, wywodzącej się z Chyczewa na Mazowszu.